# رابرت برتون
رابرت برتون (انگلیسی: Robert Burton; ۸ فوریهٔ ۱۵۷۷ – ۲۵ ژانویهٔ ۱۶۴۰) مقاله‌نویس، نویسنده، و استاد دانشگاه اهل بریتانیا بود.